# Thomas Lennon
Thomas Patrick Lennon (Chicago, 9 agosto 1970) è un attore, sceneggiatore, comico, umorista, oltre anche a autore televisivo e scrittore statunitense d'origine irlandese, noto per essere l'abituale collaboratore e amico del regista, autore e scrittore Robert Ben Garant.

## Biografia
Lennon nacque il 9 agosto 1970 a Oak Park, nello stato dell'Illinois. Di origini irlandesi e scozzesi, è figlio di Kathleen (McSheehy) e Timothy Lennon. Nel 1988 si diplomò alla scuola superiore Oak Park and River Forest.
A soli 16 anni, partecipando a un campo teatrale organizzato presso la Northwestern University, incontrò Kerri Kenney, che diventerà successivamente amica e co-protagonista. In seguito, entrambi intrapresero gli studi alla NYU, dove si unirono a una compagnia comica denominata The New Group.
Vive a Los Angeles con la moglie, l'attrice Jenny Robertson, dalla quale ha avuto un figlio, Oliver (2009). Ha partecipato come doppiatore al film d'animazione Trilli e la creatura leggendaria.

## Filmografia parziale

### Attore

#### Cinema
- Out Cold, regia di The Malloys (2001)
- Come farsi lasciare in 10 giorni (How to Lose a Guy in 10 Days), regia di Donald Petrie (2003)
- Herbie - Il super Maggiolino (Herbie: Fully Loaded), regia di Angela Robinson (2005)
- Reno 911!: Miami, regia di Robert Ben Garant (2007)
- Hancock, regia di Peter Berg (2008)
- 17 Again - Ritorno al liceo (17 Again), regia di Burr Steers (2009)
- I Love You, Man, regia di John Hamburg (2009)
- Una notte al museo 2 - La fuga (Night at the Museum: Battle of the Smithsonian), regia di Shawn Levy (2009)
- Bad Teacher - Una cattiva maestra (Bad Teacher), regia di Jake Kasdan (2011)
- Benvenuti a Cedar Rapids (Cedar Rapids), regia di Miguel Arteta (2011)
- Harold & Kumar - Un Natale da ricordare (A Very Harold & Kumar 3D Christmas), regia di Todd Strauss-Schulson (2011)
- Che cosa aspettarsi quando si aspetta (What to Expect When You're Expecting), regia di Kirk Jones (2012)
- Il cavaliere oscuro - Il ritorno (The Dark Knight Rises), regia di Christopher Nolan (2012)
- Rapture-Palooza, regia di Paul Middleditch (2013)
- Come ti spaccio la famiglia (We're the Millers), regia di Rawson Marshall Thurber (2013)
- Hell Baby, regia di Robert Ben Garant e Thomas Lennon (2013)
- Transformers 4 - L'era dell'estinzione (Transformers: Age of Extinction), regia di Michael Bay (2014)
- Monster Trucks, regia di Chris Wedge (2017)
- Ore 15:17 - Attacco al treno (The 15:17 to Paris), regia di Clint Eastwood (2018)
- Cherry - Innocenza perduta (Cherry), regia di Anthony e Joe Russo (2021)
- Weird - La storia di Al Yankovic (Weird: The Al Yankovic Story), regia di Eric Appel (2022)
- Unfrosted - Storia di uno snack americano (Unfrosted), regia di Jerry Seinfeld (2024)

#### Televisione
- Friends - serie TV, 2 episodi (1999)
- New Girl - serie TV, episodio 1x24 (2012)
- How I Met Your Mother - serie TV, 2 episodi (2012)
- Sean Saves the World - serie TV 15 episodi (2013-2014)
- Lethal Weapon - serie TV, 7 episodi (2017-2019)
- Santa Clarita Diet - serie TV, 6 episodi (2017-2019)
- I Thunderman (The Thundermans) - serie TV, 1 episodio (2018)
- Modern Family - serie TV, 1 episodio (2019)
- Supergirl - serie TV, 1 episodio (2020)
- Friends: The Reunion, regia di Ben Winston - special TV (2021)
- The Big Leap - Un'altra opportunità (The Big Leap) - serie TV, 5 episodi (2021)

### Doppiatore
- Kim Possible - serie TV, 1 episodio (2002)
- Trilli e la creatura leggendaria (Tinker Bell and the Legend of the NeverBeast), regia di Steve Loter (2012)

### Sceneggiatore
- Missione Tata (2005)
- Una notte al museo (2006)
- Una notte al museo 2 - La fuga (2009)
- Notte al museo - Il segreto del faraone (Night at the Museum: Secret of the Tomb) (2014)
- Baywatch, regia di Seth Gordon (2017) - soggetto

### Regia
- Hell Baby (2013) - con Robert Ben Garant

### Scrittore
- Ronan Boyle and the Bridge of Riddles (2019)

## Doppiatori italiani
Nelle versioni in italiano delle opere in cui ha recitato, Thomas Lennon è stato doppiato da:
- Fabrizio Manfredi in Come farsi lasciare in 10 giorni, I Love You, Man
- Fabrizio Vidale in 17 Again - Ritorno al liceo, Come ti spaccio la famiglia
- Massimo De Ambrosis in Che cosa aspettarsi quando si aspetta, Unfrosted - Storia di uno snack americano
- Sergio Lucchetti in Reno 911! (st. 3-4), Reno 911: Miami
- Nanni Baldini in Zoey 102, Reno 911! (st. 5-8)
- Davide Marzi in Out Cold
- Francesco Bulckaen in Cose da maschi
- Danilo De Girolamo in Herbie - Il super Maggiolino
- Luca Sandri in How I Met Your Mother
- Tony Sansone in Un tuffo nel passato
- Roberto Gammino in Bad Teacher - Una cattiva maestra
- Gianni Bersanetti in Benvenuti a Cedar Rapids
- Lorenzo Scattorin in Harold & Kumar - Un Natale da ricordare
- Sandro Acerbo in Il cavaliere oscuro - Il ritorno
- Francesco De Francesco in The Goldbergs
- Carlo Cosolo in Transformers 4 - L'era dell'estinzione
- Luigi Ferraro in Monster Trucks
- Oreste Baldini in Lethal Weapon
- Enrico Di Troia in Santa Clarita Diet
- Mauro Gravina in Ore 15:17 - Attacco al treno
- Stefano Thermes in A Futile and Stupid Gesture
- Francesco Pezzulli in Supergirl
- Gabriele Lopez in Dog Days
- Francesco Fabbri in The Big Leap - Un'altra opportunità

Da doppiatore è sostituito da:
- Oreste Baldini in Robot Chicken
- Emiliano Coltorti in Trilli e la creatura leggendaria